# The Impossible
The Impossible è un film spagnolo del 2012 diretto da Juan Antonio Bayona, interpretato da Naomi Watts e Ewan McGregor.
Il film è una produzione spagnola girata in lingua inglese su una sceneggiatura di Sergio G. Sánchez, ispirata alla storia vera di una famiglia colpita dallo tsunami del 2004 nell'Oceano Indiano, che, provocato da un terremoto di magnitudo 9,1 della scala Richter, si è abbattuto sulle spiagge della Thailandia causando migliaia di vittime.

## Trama
Thailandia, 2004. Henry e Maria, due coniugi europei residenti in Giappone, si recano a trascorrere le vacanze natalizie in un resort a Khao Lak insieme ai loro 3 figli: Lucas, il figlio maggiore, Thomas, il figlio di mezzo, e Simon, il più piccolo. La mattina di Santo Stefano, il 26 dicembre, la loro vacanza viene interrotta da uno tsunami che travolge l'intero villaggio, distruggendo tutto ciò che incontra sul proprio cammino.
Henry viene travolto insieme ai due figli più piccoli, mentre Lucas riesce a sopravvivere insieme a Maria, che riporta ferite molto gravi al torace e alla gamba. I due, arrampicati su un albero con un bambino superstite di nome Daniel, vengono soccorsi da alcuni abitanti del posto e portati all'ospedale più vicino, nel quale Maria viene curata, nonostante sia in condizioni critiche. Nel frattempo perdono di vista il piccolo Daniel. La madre, ritenendosi ormai morente, spinge Lucas ad aiutare altre persone. Il bambino inizia quindi a cercare di mettere in contatto i pazienti con i loro familiari.
Intanto, si scopre che anche Henry e gli altri due figli si sono salvati dal cataclisma, in quanto hanno trovato riparo sia sul tetto e sia in una stanza del resort ormai precario. Henry manda Thomas e Simon al sicuro sulle montagne insieme agli ex ospiti del resort sopravvissuti allo tsunami, mentre lui decide di continuare la ricerca della moglie e del figlio maggiore, ritenendoli ancora dispersi. Durante la notte, però, deve sospendere le ricerche, e viene condotto così in una caserma dei vigili del fuoco. Qui, grazie al telefono di un altro sopravvissuto, Henry riesce a contattare il suocero Brian e a riferirgli la tragica situazione. Insieme a un altro superstite in cerca della figlia e della moglie, Henry si reca in tutti gli ospedali per cercare Maria e Lucas. Nel frattempo, Thomas e Simon vengono separati dagli ospiti del resort a cui il padre li aveva affidati e messi su un camion con altri bambini, la cui destinazione è ignota. 
Ma alla fine, casualmente, la famiglia si ritrova proprio nell’ospedale in cui è ricoverata Maria, le cui condizioni si sono però aggravate tanto da richiedere un intervento alla gamba, oltre a quello già subito al torace. Fortunatamente, l'operazione riesce con successo. Il giorno dopo, i dottori fanno imbarcare la famiglia su un aereo ambulanza diretto a Singapore, dove Maria potrà ricevere tutte le cure mediche necessarie. Una volta in volo verso Singapore, Lucas rivela a Maria di aver visto Daniel felice tra le braccia del padre, mentre nasconde la notizia che la vicina di letto della madre è deceduta durante un’operazione, senza aver rivisto la sua famiglia. Mentre l'aereo decolla, tutti guardano fuori dal finestrino il caos ormai lasciato alle spalle.

## Produzione
Il film è una co-produzione tra le compagnie spagnole Apaches Entertainment e Telecinco Cinema. Le riprese sono iniziate ad agosto 2010 ad Alicante, in Spagna, per poi continuare in Thailandia a ottobre.

## Promozione
Il 21 agosto 2012 la Summit Entertainment ha diffuso online un nuovo trailer e due nuove immagini del film, cui ha fatto seguito il trailer italiano il 9 gennaio 2013.

## Distribuzione
Il film è stato distribuito in Spagna dalla Warner Bros. l'11 ottobre 2012. I diritti per la distribuzione statunitense sono stati ottenuti dalla Summit Entertainment.
In Italia è stato distribuito nelle sale il 31 gennaio 2013 a cura della Eagle Pictures.

## Riconoscimenti
- 2013 - Premio Oscar
  - Nomination Miglior attrice protagonista a Naomi Watts
- 2013 - Golden Globe
  - Nomination Migliore attrice in un film drammatico a Naomi Watts
- 2013 - Screen Actors Guild Award
  - Nomination Migliore attrice protagonista a Naomi Watts
- 2013 - Empire Awards
  - Miglior debutto maschile a Tom Holland
  - Nomination Miglior attrice protagonista a Naomi Watts
- 2013 - European Film Awards
  - Nomination Premio del pubblico a Juan Antonio Bayona
  - Nomination Miglior attrice a Naomi Watts
- 2013 - Premio Goya
  - Miglior regia a Juan Antonio Bayona
  - Miglior produzione a Sandra Hermida
  - Miglior montaggio a Elena Ruiz e Bernat Vilaplana
  - Miglior sonoro a Peter Glossop, Marc Orts e Oriol Tarragó
  - Migliori effetti speciali a Pau Costa e Félix Bergés
  - Nomination Miglior film
  - Nomination Miglior attrice protagonista a Naomi Watts
  - Nomination Miglior attore non protagonista a Ewan McGregor
  - Nomination Miglior attore rivelazione a Tom Holland
  - Nomination Miglior sceneggiatura originale a Sergio G. Sánchez e María Belón
  - Nomination Miglior fotografia a Óscar Faura
  - Nomination Miglior scenografia a Eugenio Caballero
  - Nomination Miglior colonna sonora a Fernando Velázquez
  - Nomination Miglior trucco e acconciature a Alessandro Bertolazzi, David Martí e Montse Ribé
- 2012 - National Board of Review Awards
  - Miglior performance rivelazione maschile a Tom Holland
- 2013 - Young Artist Awards
  - Miglior attore giovane a Tom Holland
  - Nomination Miglior attore giovane non protagonista a Samuel Joslin
  - Nomination Miglior attore giovane non protagonista 10 anni o meno a Oaklee Pendergast
- 2013 - Saturn Award
  - Nomination Miglior film horror/thriller
  - Nomination Miglior attrice protagonista a Naomi Watts
  - Nomination Miglior attore emergente a Tom Holland
- 2012 - Critics' Choice Movie Award
  - Nomination Migliore attrice protagonista a Naomi Watts
  - Nomination Miglior giovane interprete a Tom Holland
- 2013 - Central Ohio Film Critics Association Awards
  - Nomination Miglior attrice protagonista a Naomi Watts
  - Nomination Miglior performance rivelazione a Tom Holland
- 2012 - Chicago Film Critics Association Award
  - Nomination Miglior attrice protagonista a Naomi Watts
  - Nomination Miglior performance rivelazione a Tom Holland
- 2012 - Las Vegas Film Critics Society Awards
  - Nomination Miglior film
- 2012 - Phoenix Film Critics Society Awards
  - Miglior attore giovane protagonista o non a Tom Holland
  - Nomination Miglior attrice protagonista a Naomi Watts
- 2013 - Teen Choice Awards
  - Nomination Miglior film drammatico
  - Nomination Miglior attrice di film drammatico a Naomi Watts
- 2013 - AACTA Award
  - Nomination Miglior attrice internazionale a Naomi Watts
- 2012 - Dallas-Fort Worth Film Critics Association Awards
  - Nomination Miglior attrice protagonista a Naomi Watts
- 2012 - Hollywood Film Festival
  - Miglior esordiente a Tom Holland
- 2013 - London Critics Circle Film Awards
  - Giovane interprete britannico dell'anno a Tom Holland
- 2013 - Palm Springs International Film Festival
  - Desert Palm Achievement Award a Naomi Watts
- 2013 - Visual Effects Society
  - Migliori effetti visivi a Félix Bergés, Sandra Hermida e Pau Costa
  - Nomination Miglior modello (Orchid Hotel) a Markus Donhauser, Patrick Lehn, Angel Pedro Martinez e Jurgen Pirman
- 2013 - Art Directors Guild
  - Nomination Miglior scenografia a Eugenio Caballero
- 2012 - Awards Community Circuit Awards
  - Nomination Miglior attrice protagonista a Naomi Watts
- 2012 - Capri Awards
  - Miglior regia a Juan Antonio Bayona
- 2013 - Cinema Writers Circle Awards
  - Miglior attrice a Naomi Watts
  - Nomination Miglior film a Juan Antonio Bayona
  - Nomination Miglior regia a Juan Antonio Bayona
  - Nomination Miglior attore rivelazione a Tom Holland
  - Nomination Miglior sceneggiatura originale a Sergio G. Sánchez
  - Nomination Miglior fotografia a Óscar Faura
  - Nomination Miglior montaggio a Elena Ruiz e Bernat Vilaplana
- 2014 - CinEuphoria Awards
  - Migliori effetti speciali internazionali a Peter Glossop, Marc Orts, Oriol Tarragó, Pau Costa e Félix Bergés
  - Nomination Miglior film internazionale a Belén Atienza, Álvaro Augustín, Ghislain Barrois e J.A. Bayona
  - Nomination Miglior regista internazionale a J.A. Bayona
  - Nomination Miglior attore internazionale a Tom Holland
  - Nomination Miglior attore non protagonista internazionale a Ewan McGregor
  - Nomination Miglior montaggio internazionale a Elena Ruiz e Bernat Vilaplana
  - Nomination Miglior trailer internazionale
  - Nomination Miglior colonna sonora internazionale a Fernando Velázquez
- 2012 - Detroit Film Critic Society
  - Nomination Miglior film
  - Nomination Miglior regia a J.A. Bayona
  - Nomination Miglior attrice protagonista a Naomi Watts
  - Nomination Miglior attore non protagonista a Ewan McGregor
- 2013 - Premio Gaudí
  - Miglior film europeo
  - Miglior regia a Juan Antonio Bayona
  - Miglior montaggio a Elena Ruiz e Bernat Vilaplana
  - Miglior fotografia a Óscar Faura
  - Miglior suono a Oriol Tarragó e Marc Orts
  - Miglior trucco e acconciature a David Martí e Montse Ribé
- 2012 - Golden Schmoes Awards
  - Nomination Attrice dell'anno a Naomi Watts
- 2012 - Houston Film Critics Society Awards
  - Nomination Miglior attrice a Naomi Watts
- 2012 - International Film Music Critics Award
  - Composizione dell'anno a Fernando Velázquez
  - Nomination Colonna sonora dell'anno a Fernando Velázquez
  - Nomination Miglior colonna sonora in un film drammatico a Fernando Velázquez
- 2013 - José María Forqué Awards
  - Nomination Miglior film
- 2013 - Online Film & Television Association
  - Miglior performance giovanile a Tom Holland
  - Nomination Miglior attrice a Naomi Watts
  - Nomination Miglior performance rivelazione maschile a Tom Holland
  - Nomination Miglior trucco e acconciature a Alessandro Bertolazzi, Yago Partal e Marta Roggero
  - Nomination Migliori effetti speciali a Pau Costa, Félix Bergés e Sandra Hermida
  - Nomination Miglior momento cinematico (Lo tsunami) a Naomi Watts, Ewan McGregor, Tom Holland, Samuel Joslin e Oaklee Pendergast
- 2012 - San Diego Film Critics Society Award
  - Nomination Miglior attrice protagonista a Naomi Watts
- 2013 - Sant Jordi Awards
  - Miglior film spagnolo a Juan Antonio Bayona
- 2012 - St. Louis Film Critics Association
  - Merito speciale (per le migliori scene, tecnica cinematica o altri aspetti o momenti memorabili) a Naomi Watts, Ewan McGregor, Tom Holland, Samuel Joslin e Oaklee Pendergast
- 2012 - Washington D.C. Area Film Critics Association Awards
  - Nomination Miglior attore giovane a Tom Holland